# Cele patru fiice ale doctorului March (film din 1933)
Cele patru fiice ale doctorului March este o ecranizare din 1933 a romanului omonim al autoarei Louisa May Alcott.

## Prezentare

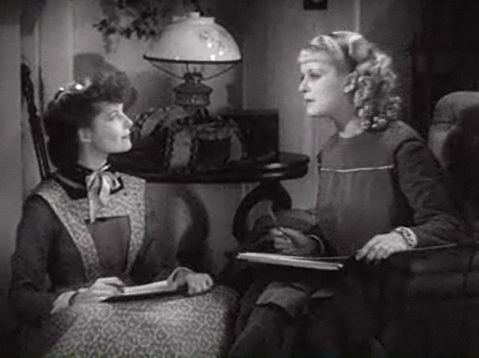
Katharine Hepburn și Joan Bennett

Filmul este o dramă care urmărește viețile a patru surori: Meg, Jo, Beth și Amy în timpul Războiului Civil American.

## Actori
- Katharine Hepburn – Jo
- Joan Bennett – Amy
- Paul Lukas – Prof. Bhaer
- Edna May Oliver – Aunt March
- Jean Parker – Beth
- Frances Dee – Meg
- Henry Stephenson – Mr. Laurence
- Douglass Montgomery – Laurie
- John Lodge – Brooke (ca John Davis Lodge)
- Spring Byington – Marmee
- Samuel S. Hinds – Mr. March (ca Samuel Hinds)
- Mabel Colcord – Hannah
- Marion Ballou – Mrs. Kirke
- Nydia Westman – Mamie
- Harry Beresford – Doctor Bangs
- Madam Borget – Menajeră (necreditat)
- Francesca Braggiotti – Dance Teacher (necreditat)
- Luke Cosgrave – Old Man (necreditat)
- Florence Enright – Seamstress (necreditat)
- Harold Entwistle – Laurence's Butler (necreditat)
- June Filmer – Tina (necreditat)
- Bonita Granville – Amy's Classmate (necreditat)
- Dorothy Gray – Girl at Boarding House (necreditat)
- Robert 'Buzz' Henry – Boy (necreditat)
- Virginia Howell – War Worker (necreditat)
- Olin Howland – Mr. Davis (necreditat)
- Tony Kales – Boy (necreditat)
- Marilyn Knowlden – Amy's Classmate (necreditat)
- Marina Koshetz – Flo King (necreditt)
- Lily Lodge – Lily (necreditat)
- Charles Miller – Minister (necrediteat)
- Mary Wallace – Boarding House Girl (necreditat)
- Howard Wilson – Young Man (necreditat)
- Shorty Woods – Sleigh Driver (necreditat)